# Грей, Реджинальд, 4-й барон Грей из Уилтона
Реджинальд де Грей (англ. Reynold de Grey; 1 ноября 1311 — 4 июня 1370) — английский аристократ, 4-й барон Грей из Уилтона с 1342 года. Единственный сын Генри де Грея, 3-го барона Грея из Уилтона, и его жены Энн де Рокли. Унаследовал владения и титул после смерти отца. До 10 января 1328 года женился на Мод де Ботетур, дочери сэра Джона де Ботетура; в этом браке родился сын Генри, 5-й барон Грей из Уилтона. 